# Giuseppe Mazzei (pittore)
Giuseppe Mazzei (Portoferraio, 12 febbraio 1867 – Fiume, 4 ottobre 1944) è stato un pittore italiano.

## Biografia
Giuseppe Mazzei nacque il 12 febbraio 1867 a Portoferraio da Luigi Mazzei ed Elisabetta Del Borgia. La famiglia possedeva un'azienda di commercio vinicolo all'isola d'Elba e Genova. Giuseppe iniziò a frequentare le scuole elementari ad Orbetello, per poi trasferirsi a Genova. 

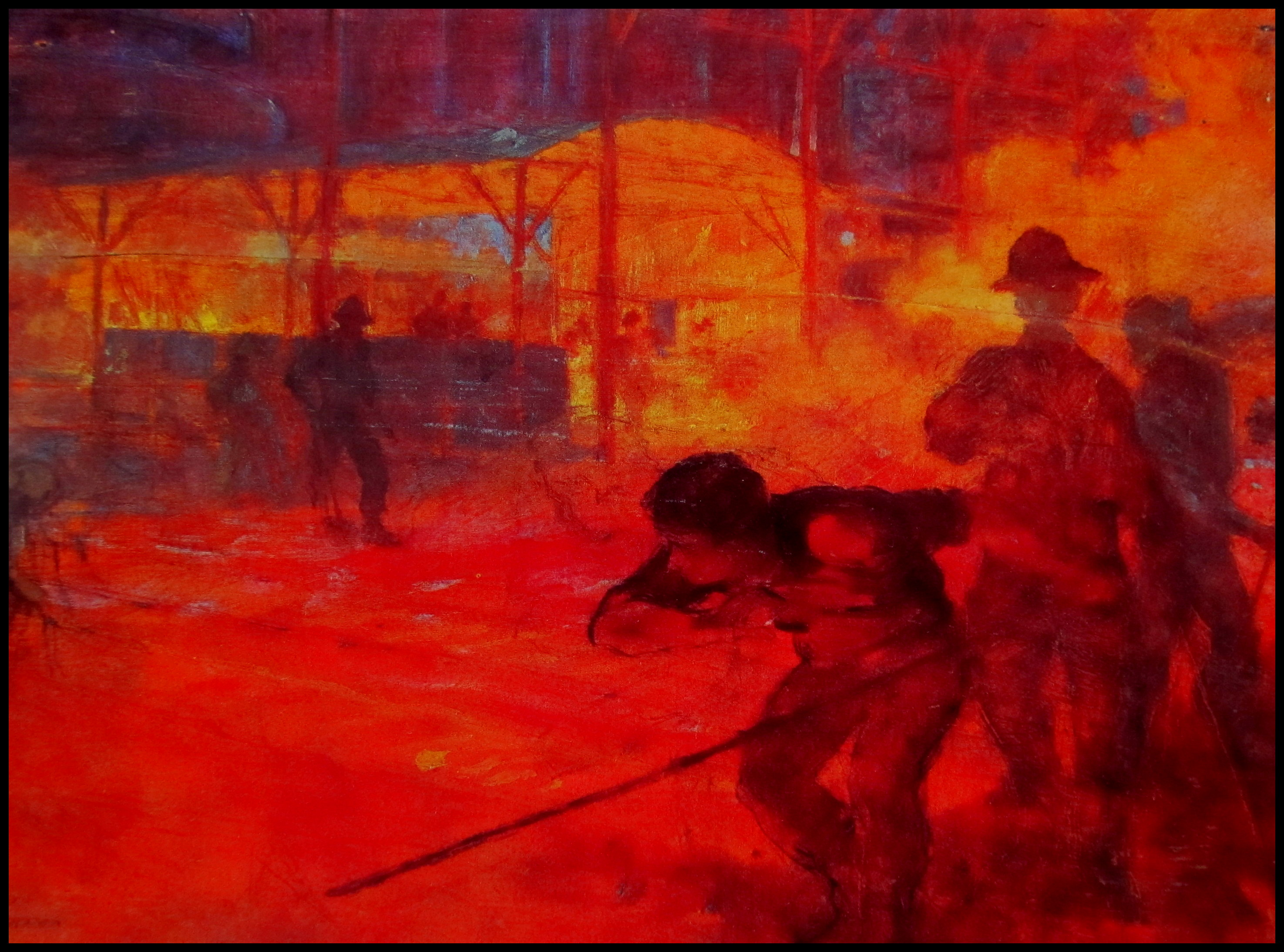
Altiforni di Portoferraio

La famiglia trascorse i periodi di vacanza all'Elba; nell'estate 1880, in occasione di un soggiorno a Poggio con escursioni sul Monte Capanne, il giovane Giuseppe incontrò Telemaco Signorini, il quale incoraggiò il padre Luigi ad iscrivere il figlio all'Accademia di Belle Arti di Genova. Sempre a Poggio strinse amicizia con l'onorevole Pilade Del Buono, che vi possedeva la propria villa. 

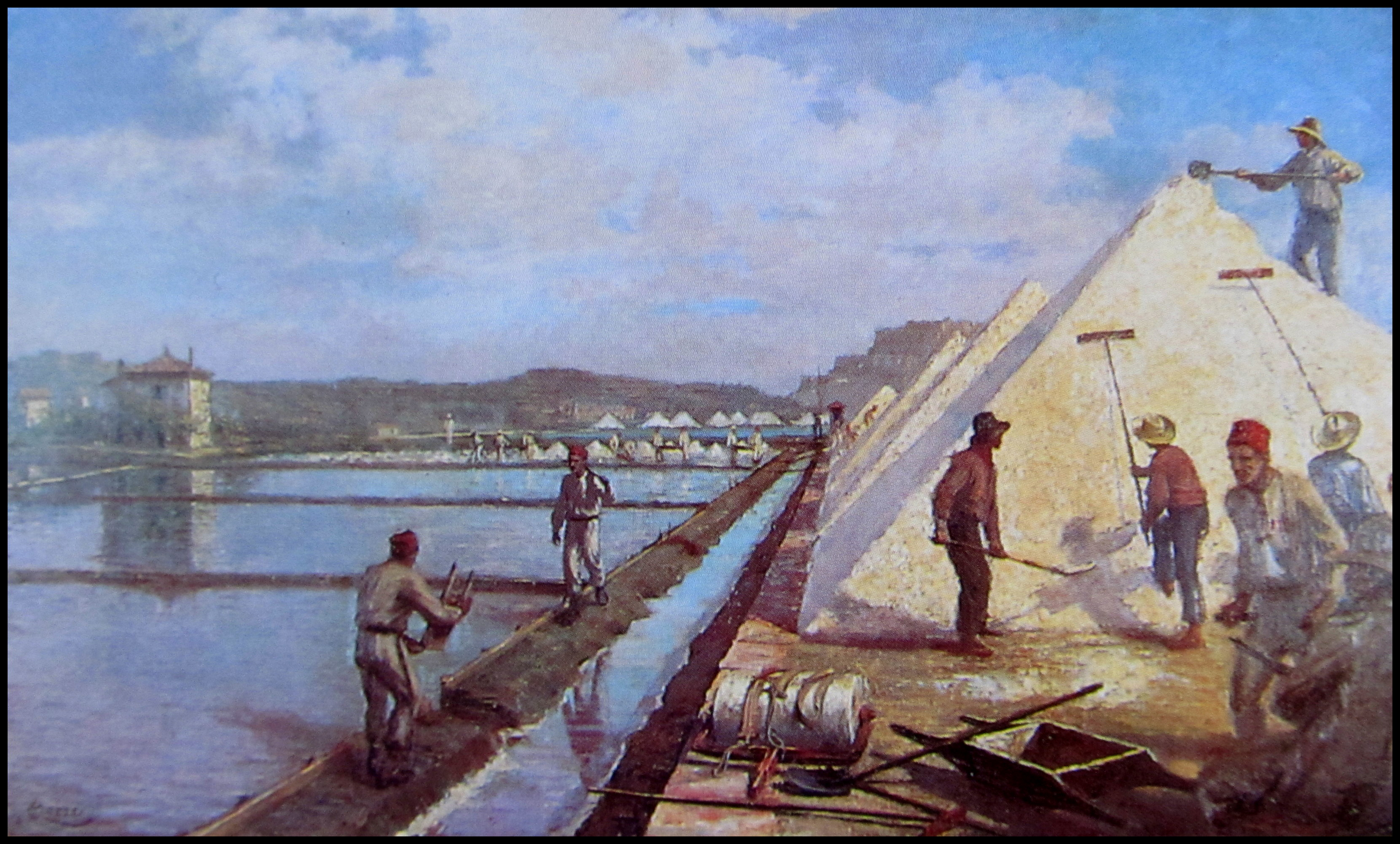
Saline elbane

Nel 1893 entrò a far parte della Famiglia Artistica Genovese, dove si incontrò con numerosi artisti tra cui Plinio Nomellini. Successivamente, nel 1915 fu nominato Professore Accademico di Merito nella classe di Pittura dell'Accademia Ligustica di Belle Arti, mentre nel 1919 conseguì un diploma all'Esposizione della Vittoria di Genova. Morì nel 1944 a Fiume, dove si era trasferito presso il figlio Leo durante la seconda guerra mondiale, e fu sepolto nel cimitero di Kosala.

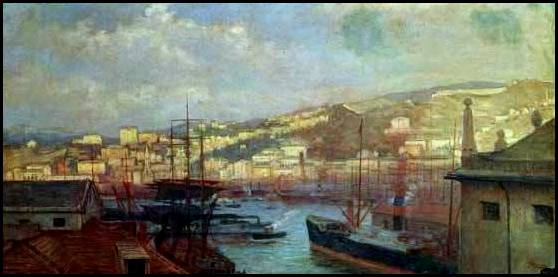
Porto di Genova

## Esposizioni
Nel 1893 a Genova espose Arrivo del Savoia nel porto di Genova per le Feste Colombiane. Sempre nel 1893 vinse un concorso con il quadro Lavoratore del porto di Genova (U camallu). Nel 1901 espose Biennale di Venezia il pastello Convalescente. Nel 1906 e 1910, a Buenos Aires, espose Sopra l'amaca e Piccola pesca. Nel 1931, a Poggio, realizzò il pastello Società di Mutuo Soccorso e Fratellanza Poggese. Nel 1938 partecipò alla mostra Pittori Liguri dell'800 con il ritratto Mia moglie con i figli.